# Labadera
Labadera – dzielnica (wijk) miasta Willemstad oraz osada (buurt), w dystrykcie Willemstad, w kraju autonomicznym Curaçao, należącym do Holandii, w Ameryce Południowej. 20 października 2023 r. liczyła 2428 mieszkańców.  

## Osady
W skład dzielnicy wchodzi dziesięć osad (buurt):
| Lp. | Nazwa                     | Powierzchnia km² | Liczba mieszkańców |
| --- | ------------------------- | ---------------- | ------------------ |
| 1.  | Barbouquet                | 0,55             | 998                |
| 2.  | Cheche (De Hoop)          | 0,10             | 74                 |
| 3.  | Janchi Wever              | 0,05             | 58                 |
| 4.  | Kolonchi                  | 0,06             | 98                 |
| 5.  | Labadera                  | 0,04             | 71                 |
| 6.  | Mangusa                   | 0,05             | 60                 |
| 7.  | Semikok                   | 0,20             | 346                |
| 8.  | Sint Jansberg             | 0,28             | 359                |
| 9.  | Toni Kunchi               | 0,21             | 244                |
| 10. | Vergenoeging bij Kolonchi | 0,08             | 108                |